# Freckleton
Freckleton est un village et une paroisse civile du Lancashire, en Angleterre.